# 유성구의회
유성구의회는 대전광역시 유성구 지역을 관할하는 기초의회이다.